# Tri Nations Series 1996
De Tri Nations Series van de Rugby Union in 1996 werd gespeeld tussen 6 juli en 10 augustus. Winnaar werd Nieuw-Zeeland.
Winnaar van de Bledisloe Cup werd Nieuw-Zeeland, die twee keer van Australië wist te winnen.

## Deelnemers
De drie vaste deelnemers speelden hun thuisduels in de volgende stadions.
| Land          | Stadion                 | Plaats       | capaciteit |
| ------------- | ----------------------- | ------------ | ---------- |
| Nieuw-Zeeland | Athletic Park           | Wellington   | 39.000     |
| Nieuw-Zeeland | Lancaster Park          | Christchurch | 38.628     |
| Australië     | Sydney Football Stadium | Sydney       | 45.500     |
| Australië     | Lang Park               | Brisbane     | 52.500     |
| Zuid-Afrika   | Vrystaat-stadion        | Bloemfontein | 46.000     |
| Zuid-Afrika   | Newlandsstadion         | Kaapstad     | 51.900     |

## Eindstand
| Land          | Wed | Win | Gel | Ver | Saldo    | +/− | BPtn | Ptn |
| ------------- | --- | --- | --- | --- | -------- | --- | ---- | --- |
| Nieuw-Zeeland | 4   | 4   | 0   | 0   | 119 - 60 | +59 | 1    | 17  |
| Australië     | 4   | 1   | 0   | 3   | 70 - 84  | -14 | 2    | 6   |
| Zuid-Afrika   | 4   | 1   | 0   | 3   | 71 - 116 | -45 | 2    | 6   |

## Uitslagen
De vermelde tijden zijn allemaal lokale tijden.

### Wedstrijden
| Datum       | Wedstrijd                   | Uitslag |
| ----------- | --------------------------- | ------- |
| 6 juli      | Nieuw-Zeeland - Australië   | 43 - 6  |
| 13 juli     | Australië - Zuid-Afrika     | 21 - 16 |
| 20 juli     | Nieuw-Zeeland - Zuid-Afrika | 15 - 11 |
| 27 juli     | Australië - Nieuw-Zeeland   | 25 - 32 |
| 3 augustus  | Zuid-Afrika - Australië     | 25 - 19 |
| 10 augustus | Zuid-Afrika - Australië     | 18 - 29 |